# Billie Eilish (dal)
A Billie Eilish (stilizálva: BILLIE EILISH.) Armani White amerikai rapper dala, ami 2022. május 23-án jelent meg a Legendbound és a Def Jam Recordings kiadókon keresztül. 99. helyen debütált a Billboard Hot 100-on, legmagasabb helyezése 58. volt. A dalban White feldolgozta N.O.R.E. Nothin’ című dalát.
A dal platina minősítést kapott a Kanadai Hanglemezgyártók Szövetségétől (MC).

## Háttér
Armani White a dal refrénjét először TikTokon osztotta meg követőivel 2022 februárjában. A rövid videórészlet nagyon sikeres lett, mindössze napok alatt közel 4 millió megtekintést ért el, 550 ezer kedveléssel. Ezt követően hetekig népszerűsítette a dalt és dokumentálta annak elkészülését a platformon. Hónapokig tartott, mire a Nothin’ című dal hangmintáját jóváhagyták, így csak májusban tudott megjelenni a dal.

## Slágerlisták
| Slágerlista (2022)                    | Legmagasabb pozíció |
| ------------------------------------- | ------------------- |
| Ausztrália (ARIA)                     | 33                  |
| Ausztria (Ö3 Austria Top 40)          | 57                  |
| Egyesült Királyság (UK Singles Chart) | 65                  |
| Egyesült Királyság (UK R&B Chart)     | 28                  |
| Global 200 (Billboard)                | 87                  |
| Görögország (IFPI)                    | 43                  |
| Hollandia (Single Tip)                | 23                  |
| Írország (IRMA)                       | 79                  |
| Kanada (Canadian Hot 100)             | 45                  |
| Németország (Media Control Charts)    | 44                  |
| Svájc (Schweizer Hitparade)           | 75                  |
| Szlovákia (Singles Digitál Top 100)   | 84                  |
| US Billboard Hot 100                  | 58                  |
| US Hot R&B/Hip-Hop Songs (Billboard)  | 18                  |
| US Mainstream Top 40 (Billboard)      | 27                  |
| US Rhythmic (Billboard)               | 10                  |

## Minősítések
| Régió                 | Minősítések  | Példányszám |
| --------------------- | ------------ | ----------- |
| Kanada (Music Canada) | Platinalemez | 80 000      |